# AEK Atenes BC
L'AEK Atenes BC és la secció de bàsquet de la societat poliesportiva Athlitiki Enosis Konstantinoupoleos d'Atenes. Va ser fundat el 1924 per refugiats grecs que van fugir de Constantinoble, després de la Guerra greco-turca (1919-1922).
L'equip de bàsquet de l'AEK és una de les seccions més exitoses de l'AEK Atenes. És un dels tres equips més populars i exitosos de Grècia (juntament amb el Panathinaikos BC i l'Olympiacos BC), especialment en èxits europeus, amb milions de fans a Grècia i Xipre, així com a les comunitats gregues de tot el món.
Va ser també el primer equip del seu país a guanyar un títol continental, al derrotar el Slavia Praga per 89-82 a la final de la Recopa d'Europa. Va ser considerat l'equip de la dècada dels 60, després de guanyar quatre títols nacionals consecutius, el 1963, 1964, 1965 i 1966, a més dels aconseguits el 1968 i 1970.
Disputa els seus partits al Centre Olímpic d'Ano Liosia.

## Palmarès
- Copa Intercontinental de la FIBA
  - Campions (1): 2019
- Copa d'Europa
  - Finalistes (1): 1997–98
- Recopa d'Europa / Copa Saporta
  - Campions (2): 1967–68, 1999–00
- Basketball Champions League
  - Campions (1): 2017–18
  - Finalistes (1): 2019–20
- Lligues gregues
  - Campions (8): 1957–58, 1962–63, 1963-64, 1964–65, 1965–66, 1967–68, 1969–70, 2001–02
  - Finalistes (9): 1954-55, 1966–67, 1968–69, 1970–71, 1973-74, 1996–97, 2002–03, 2004–05, 2019–20
- Copes gregues
  - Campions (5): 1980–81, 1999–00, 2000–01, 2017–18, 2019–20
  - Finalistes (7): 1975–76, 1977–78, 1979–80, 1987–88, 1991–92, 1997–98, 1998–99

## Jugadors històrics

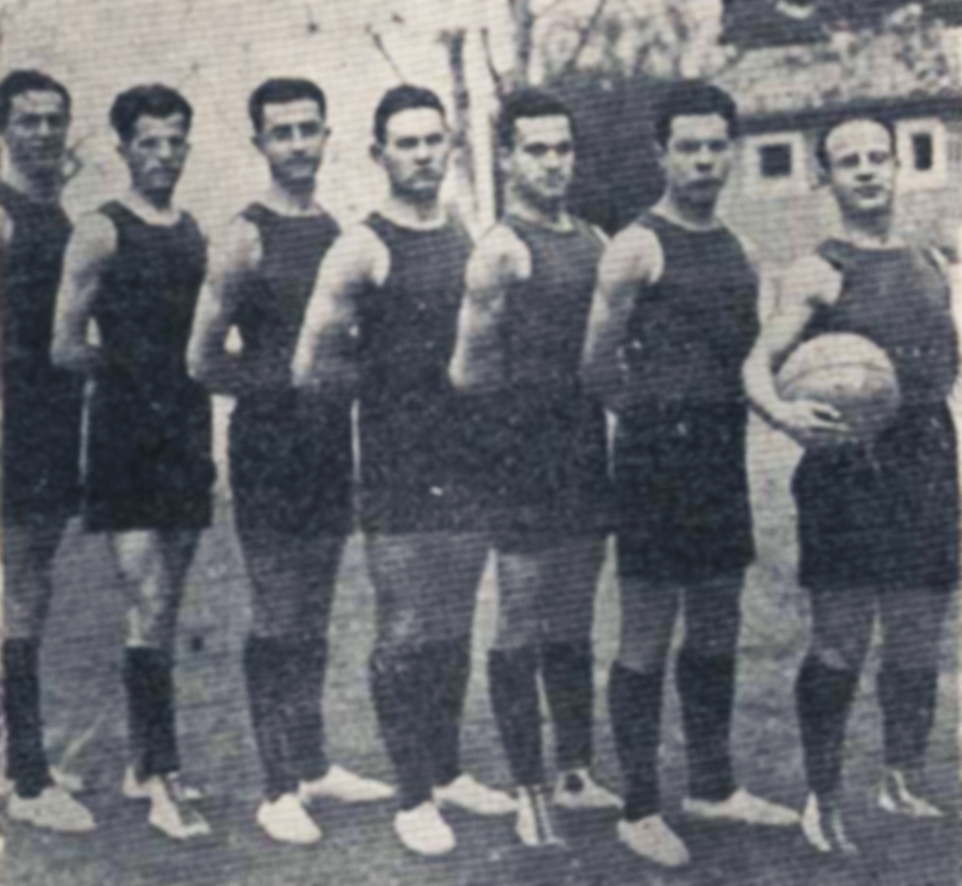
L'equip de l'AEK BC al 1928

| - Dimosthénis Dikoúdis - Nasos Galakteros - Nikolaos Hatzis - Michális Kakioúzis - Ángelos Korónios - Níkos Zísis - Christos Zoupas - Kostas Patavoukas | - Victor Alexander - Joe Arlauckas - Willie Anderson - Anthony Bowie - Jon Robert Holden - Kurt Rambis - Ramon Rivas - Jim Bilba | - Claudio Coldebella - Roberto Chiacig - Milan Gurović - Branislav Prelevic - Arijan Komazec - Sandro Nicević - İbrahim Kutluay - Martin Müürsepp |